# Omar Islas
Omar Islas Hernández (13 de abril de 1996, Naucalpan, Estado de México, México) es un futbolista mexicano, juega como Extremo derecho y su actual equipo es el Atlético Morelia de la Liga de Expansión MX.

## Trayectoria

### Pumas UNAM
Debutó en la Primera División en un partido C. Universidad Nacional 1-1 ante el Querétaro F.C., el 11 de enero de 2015 sustituyendo a José Van Rankin. Durante el Torneo Apertura 2015 fue subcampeón de la Liga MX ante los Tigres de la UANL. Anotó su primer gol con el Club Universidad Nacional el 3 de agosto de 2016 en la victoria como visitante de 4-2 sobre el W Connection por la Concacaf Liga Campeones 2015-16.

## Clubes
| Club                | País   | Año             |
| ------------------- | ------ | --------------- |
| Pumas UNAM          | México | 2014 - 2022     |
| Venados F.C.        | México | 2017 - 2018     |
| Alebrijes de Oaxaca | México | 2019            |
| Atlante F.C.        | México | 2019 - 2020     |
| Querétaro F.C.      | México | 2020            |
| Pumas Tabasco       | México | 2021 - 2022     |
| Atlético Morelia    | México | 2023 - Presente |